# العلاقات الموزمبيقية النيبالية
العلاقات الموزمبيقية النيبالية هي العلاقات الثنائية التي تجمع بين موزمبيق ونيبال.

## مقارنة بين البلدين
هذه مقارنة عامة ومرجعية للدولتين:
| وجه المقارنة                                              | موزمبيق          | نيبال                             |
| --------------------------------------------------------- | ---------------- | --------------------------------- |
| المساحة (كم2)                                             | 801.59 ألف       | 147.18 ألف                        |
| عدد السكان (نسمة)                                         | 29.67 مليون      | 29.40 مليون                       |
| الكثافة السكانية (ن./كم²)                                 | 37.01            | 199.76                            |
| العاصمة                                                   | مابوتو           | كاتماندو                          |
| اللغة الرسمية                                             | اللغة البرتغالية | اللغة النيبالية                   |
| العملة                                                    | متكال موزمبيقي   | روبية نيبالية                     |
| الناتج المحلي الإجمالي (بليون دولار)                      | 12.33 مليار      | 24.47 مليار                       |
| الناتج المحلي الإجمالي (تعادل القوة الشرائية) بليون دولار | 33.35 مليار      | 70.20 مليار                       |
| الناتج المحلي الإجمالي الاسمي للفرد دولار أمريكي          | 529              | 743                               |
| الناتج المحلي الإجمالي للفرد دولار أمريكي                 | 1.13 ألف         | 2.37 ألف                          |
| مؤشر التنمية البشرية                                      | 0.416            | 0.548                             |
| رمز المكالمات الدولي                                      | +258             | +977                              |
| رمز الإنترنت                                              | .mz              | .np                               |
| المنطقة الزمنية                                           | ت ع م+02:00      | UTC+05:45، التوقيت الموحد لنيبال ‏ |

## منظمات دولية مشتركة
يشترك البلدان في عضوية مجموعة من المنظمات الدولية، منها:
| علم المنظمة | اسم المنظمة                               | تاريخ انضمام موزمبيق | تاريخ انضمام نيبال |
| ----------- | ----------------------------------------- | -------------------- | ------------------ |
|             | الاتحاد البريدي العالمي                   | ?                    | ?                  |
|             | مؤسسة التنمية الدولية                     | 24 سبتمبر 1984       | 6 مارس 1963        |
|             | منظمة حظر الأسلحة الكيميائية              | ?                    | ?                  |
|             | منظمة التجارة العالمية                    | ?                    | ?                  |
|             | الأمم المتحدة                             | 16 سبتمبر 1975       | 14 ديسمبر 1955     |
|             | وكالة ضمان الاستثمار متعدد الأطراف        | 23 نوفمبر 1994       | 9 فبراير 1994      |
|             | منظمة الشرطة الجنائية الدولية             | ?                    | ?                  |
|             | مؤسسة التمويل الدولية                     | 24 سبتمبر 1984       | 7 يناير 1966       |
|             | البنك الدولي للإنشاء والتعمير             | 24 سبتمبر 1984       | 6 سبتمبر 1961      |
|             | المركز الدولي لتسوية المنازعات الاستشارية | 7 يوليو 1995         | 6 فبراير 1969      |
|             | يونسكو                                    | 11 أكتوبر 1976       | 1 مايو 1953        |

## وصلات خارجية
- موقع وزارة الخارجية الموزمبيقية
- موقع وزارة الخارجية النيبالية